# Тамай, Альфонсо
Альфонсо Аристидес Тамай Санчес (исп. Alfonso Arístides Tamay Sánchez; 13 мая 1993, Бенито-Хуарес, Мексика) — мексиканский футболист, вингер клуба «Кафеталерос де Тапачула».

## Клубная карьера
Тамай — воспитанник клуба УАНЛ Тигрес. В 2013 году для получения игровой практики он на правах аренды перешёл в «Коррекаминос». 28 июля в матче против «Крус Асуль Идальго» Альфонсо дебютировал в Лиге Ассенсо. 21 августа в поединке Кубка Мексики против «Пуэблы» он забил свой первый гол за «Коррекаминос». В начале 2014 года Тамай перешёл в «Пуэблу». 5 января в матче против УНАМ Пумас он дебютировал в мексиканской Примере. 10 мая 2015 года в поединке против «Сантос Лагуна» Альфонсо забил свой первый гол за клуб. В том же году он помог «Пуэбле» завоевать Кубок и Суперкубок Мексики.

## Международная карьера
В 2015 году Тамай завоевал серебряные медали Панамериканских игр в Канаде. На турнире он сыграл в матчах против команд Тринидада и Тобаго, Панамы и дважды Уругвая.

## Достижения
Клубные
 «Пуэбла»
- Обладатель Кубка Мексики — Клаусура 2015
- Обладатель Суперкубка Мексики — 2015

Международные
 Мексика (до 23)
- Панамериканские игры — 2015